# Adolphe Konan Saraka
Adolphe Konan Saraka , né à Béoumi dans le district de la Vallée du Bandama, en Côte d'Ivoire, est un pharmacien et homme politique ivoirien.

## Biographie
Pharmacien de profession, Adophe Konan Saraka est aussi un prince baoulé,.

## Carrière politique
Adolphe Konan Saraka est, en 2011, membre du bureau politique du Parti démocratique de Côte d'Ivoire – Rassemblement démocratique africain (PDCI). Il est maire de Béoumi pendant plusieurs années.
Adolphe Konan Saraka est élu député avec près de 57 % des voix lors des élections législatives de décembre 2011 dans la circonscription électorale d'Ando-Kékrénou, Béoumi et Kondrobo. Il se présente comme indépendant en tandem avec Kouassi Konan et face à une liste soutenue par le PDCI,.